# Chiesa di San Michele Arcangelo (Antegnate)
La chiesa di San Michele Arcangelo è la parrocchiale di Antegnate, in provincia di Bergamo e diocesi di Cremona; fa parte della zona pastorale 1.

## Storia
Probabilmente esisteva ad Antegnate un luogo di culto già nel X secolo; esso è poi menzionato nel Liber synodalium del 1385.
La chiesa venne riedificata nel XV secolo; nel 1599 il vescovo Cesare Speciano, durante la sua visita, annotò che la parrocchiale, in cui aveva sede la società del Santissimo Sacramento, era inserita nel vicariato di Calcio e che aveva come filiali gli oratori di San Rocco, di San Pietro, di Sant'Ambrogio e di Sant'Antonino, che alla cura d'anime erano proposti due sacerdoti rettori e due curati coadiutori e che il numero dei fedeli era pari a 1275.
Il 5 marzo 1617 il consiglio comunale antegnatese decretò l'ampliamento della chiesa; l'edificio fu dunque ingrandito prolungando la navata di due campate e, in questa occasione, si procedette pure alla riedificazione della facciata.
Nel XVIII secolo la parrocchiale fu modificata con la stuccatura delle volte in modo da nascondere le capriate; nel 1786 i fedeli ammontavano a 1265, scesi poi a 1244 nel 1819.
Nel corso dell'Ottocento la parrocchiale venne interessata da un rimaneggiamento durante il quale si procedette all'abbassamento del livello del pavimento, all'apertura di due finestre per illuminare l'interno e alla rimozione di alcune delle aggiunte seicentesche.
Con la riorganizzazione territoriale della diocesi decretata dal vescovo di Cremona Giuseppe Amari il 29 settembre 1975, la chiesa passò dal vicariato di Calcio, contestualmente soppresso, alla neo-costituita zona pastorale 1.
In ossequio alle norme postconciliari, nel 2000 la parrocchiale fu dotata dell'altare rivolto verso l'assemblea, mentre nel 2013 venne aggiunto pure l'ambone.

## Descrizione

### Esterno
La facciata a capanna della chiesa, rivolta a occidente, è suddivisa da una cornice marcapiano in due registri, entrambi scanditi da quattro lesene; quello inferiore presenta centralmente il portale d'ingresso, sormontato dal timpanato mistilineo, mentre quello superiore è caratterizzato da una serliana, affiancata da due nicchie con statue, ed è coronato dal frontone dentellato di forma triangolare, ospitante un simulacro del santo patrono e a sua volta sormontato da tre pinnacoli.
Accanto alla parrocchiale sorge il campanile in pietra a base quadrata, la cui cella presenta su ogni lato una monofora a tutto sesto protetta da balaustre ed è coperta dal tetto a quattro falde.

### Interno
L'interno dell'edificio si compone di un'unica ampia navata, sulla quale si affacciano le cappellette laterali con gli altari minori e le cui pareti sono scandite dai contrafforti sorreggenti i grandi archi a sesto acuto che sostengono il tetto; al termine dell'aula si sviluppa il presbiterio, rialzato di alcuni gradini, ospitante l'altare maggiore e chiuso dall'abside di forma poligonale.
Qui sono conservate diverse opere di pregio, tra le quali dei dipinti eseguiti da Enea Salmeggia e dal Romanino, l'affresco dell'arco santo ritraente l'Annunciazione dell'Arcangelo Gabriele a Maria e gli altri affreschi della navata raffiguranti la Madonna che allatta, Cristo risorto e numerosi Santi.